# Gebroeders Van Raemdonck

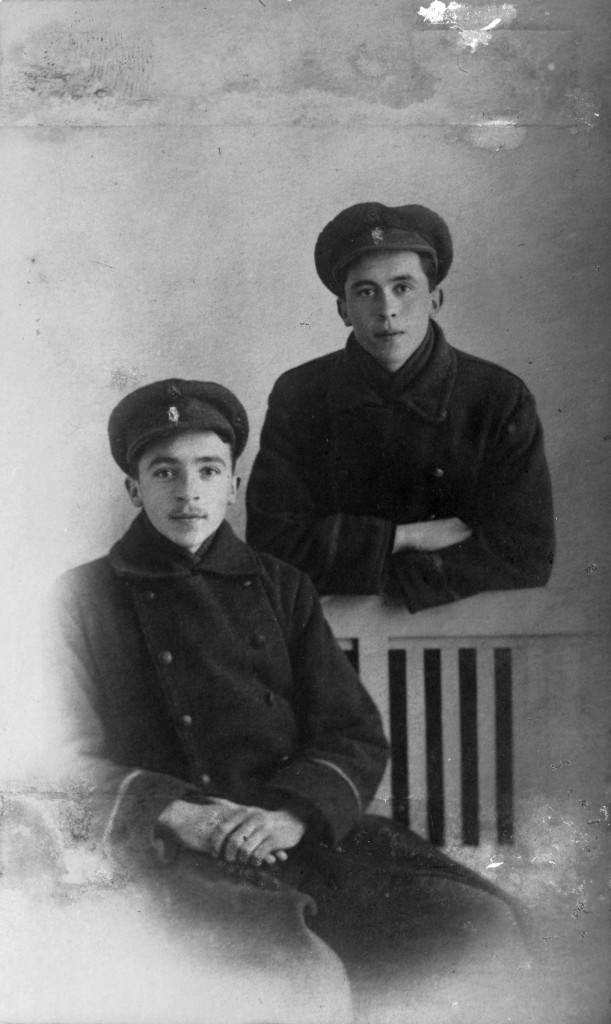
Gebroeders van Raemdonck op verlof in Brighton, 1916

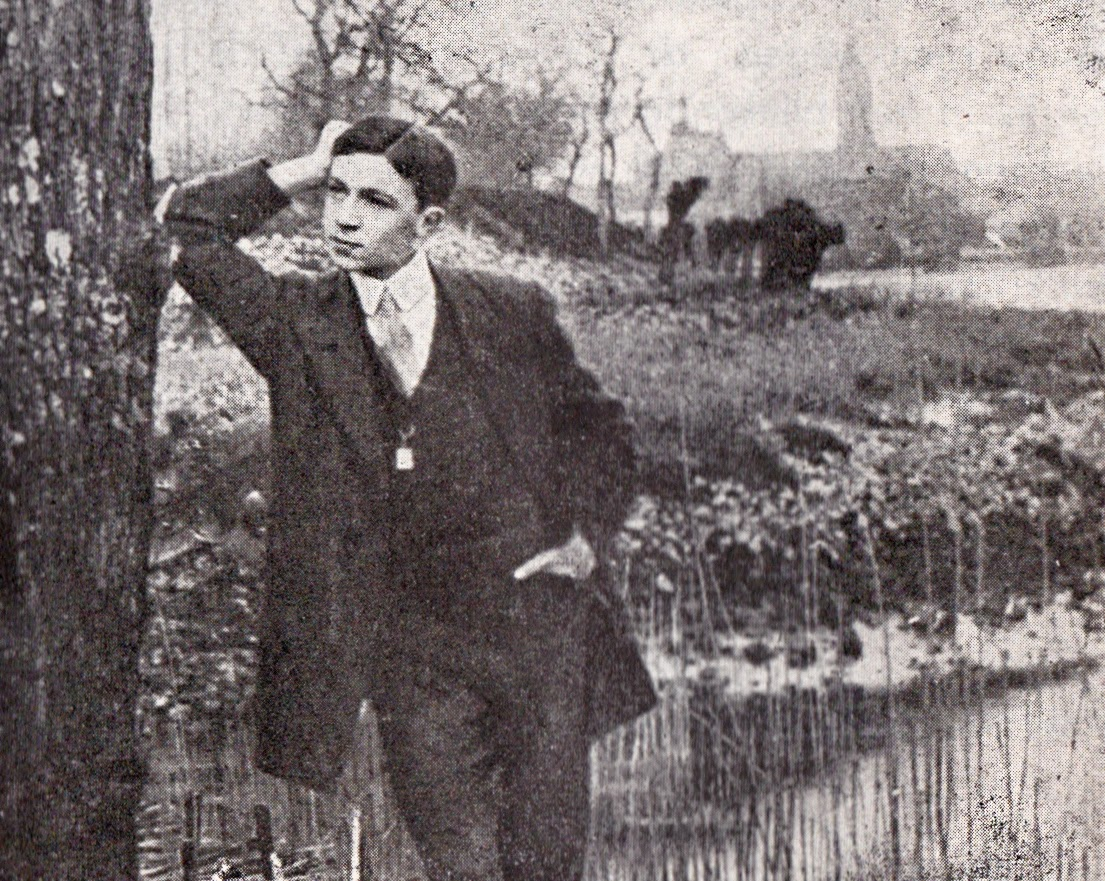
Frans van Raemdonck aan de oever van de Schelde, 1914

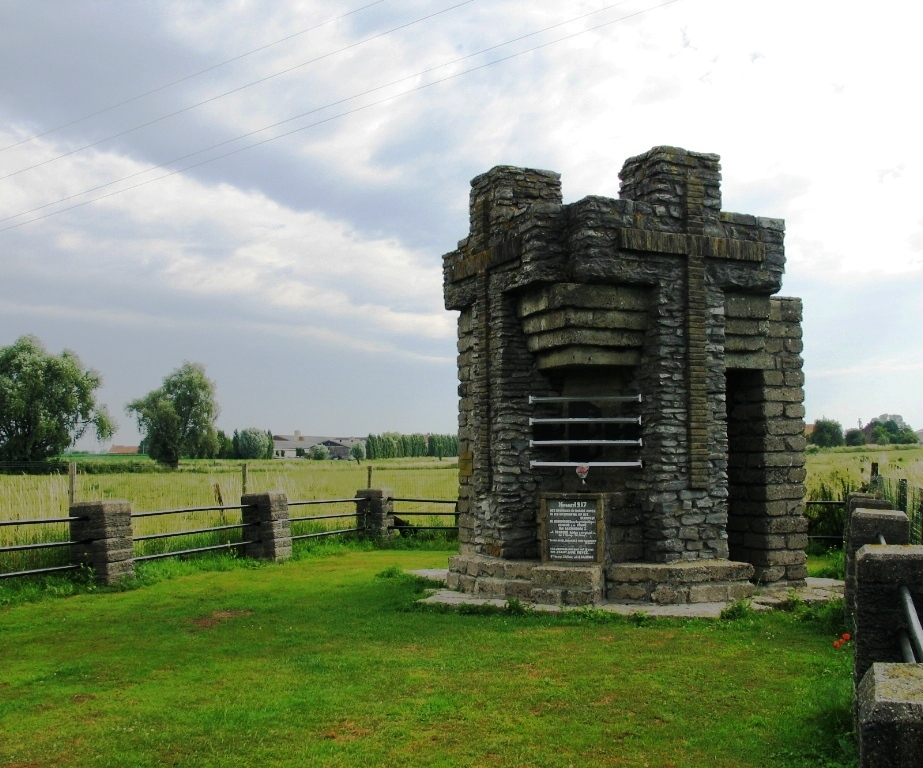
Monument voor de gebroeders van Raemdonck

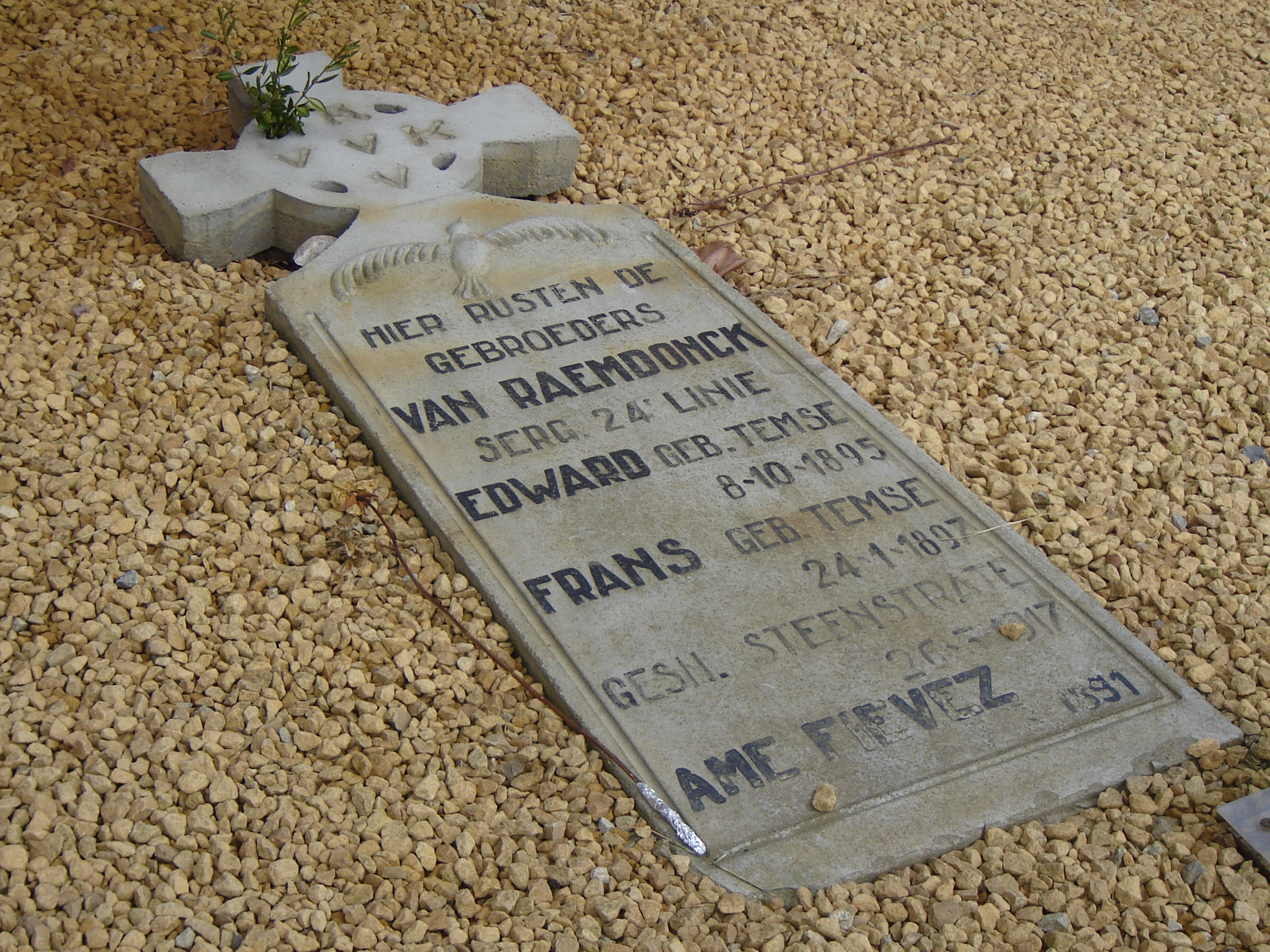
Grafzerk in de crypte van de IJzertoren

Edward (Temse, 8 oktober 1895 – Steenstrate, 26 maart 1917) en Frans Van Raemdonck (Temse, 24 januari 1897 – Steenstrate, 26 maart 1917) waren Belgische broers die tijdens de Eerste Wereldoorlog sneuvelden bij een nachtaanval op het Stampkot te Steenstrate. Zij waren toen allebei sergeant van de 6de Compagnie van het 24ste Linieregiment. Hun dood maakte hen in Vlaanderen tot een symbool van broederliefde. De Waalse korporaal Amé Fievez (1891-1917) overleed op dezelfde plaats en tijdstip.
Het stoffelijk overschot van deze drie militairen werd na de oorlog herbegraven in de crypte van de IJzertoren. Op de plek waar ze sneuvelden werd later ook een monument voor hen opgericht, opgetrokken uit betonblokken van het Stampkot.

## Een symbool voor deVlaamse Beweging
De lichamen lagen in niemandsland en konden niet worden gerepatrieerd. In het leger zou men toen hebben voorgesteld om een halfuur wapenstilstand te vragen zodat de lijken konden worden weggehaald en worden herbegraven in Westvleteren. Generaal Louis Bernheim, lid van het Grootoosten van België, zou dit voorstel toen hebben afgewezen en aan generaal Mahieu hebben verklaard:
Je n'en vois pas la nécessité. D'ailleurs il s'est avéré que le plus jeune des deux était un flamingant (Ik zie er de noodzaak niet van in. Overigens, het is bekend dat de jongste van de twee een flamingant was).

Waarop generaal Mahieu zou hebben geantwoord: 
En effet (Inderdaad).
Op 13 april, 19 dagen na hun dood, werden ze in een ondiepe obusput begraven, op een terrein dat was omgeploegd door granaatinslagen. Hun lijken werden bovendien in september 1917 bij een Frans offensief omgewoeld en stukgeschoten.

De tekst van het bidprentje, opgesteld door O. Dambre, maakt gewag van de volgende gebeurtenissen: 
"In een rit op de eerste lijn van den vijand hadden beiden zich allerprachtigst gedragen. Onder een ijselijk bombardement keerden de mannen terug, na volbrachte taak. Tot aan den IJzer kwam Edward en keek met zijn vlammende oogen rond... Doch zijn broeder niet ziende op de plaats der afspraak weigert hij over den IJzer te komen, en de reeds volbrachte heldenfeiten zal hij nu spontaan bekronen met zijne ideale broederliefde. Te midden het afgrijselijkste kanonvuur gaat hij op zoek naar zijn broeder... Wat is er toen gebeurd ? Achttien dagen nadien tusschen onze en de vijandelijke lijnen vond men beide in elkaars armen liggend voor eeuwig... dood."
De vertoning van heldhaftige broederliefde, tot in de dood, werd een symbool van de Vlaamse Beweging. Wekenlang bleven Vlaamse kranten er roerende, piëteitsvolle artikelen aan wijden. Een pentekening van Joe English maakte van het beeld van innige broederliefde een krachtig herkenbaar icoon.
Uiteindelijk bleken beide broers samen te zijn gesneuveld met de Waalse korporaal Aimé Fiévez.
In september 1917 werd het gebied waar ze lagen begraven weer door Belgen veroverd. De stoffelijke overschotten van de drie mannen werden verzameld en opnieuw begraven. Hun makkers plaatsten in september 1918 een stenen kruis op de plaats, waar later een houten omheining rond kwam. Tot 1933 zou deze zerk daar blijven alvorens naar de IJzertoren te verhuizen. Op dezelfde plaats werd op 19 augustus 1933 door het IJzerbedevaartcomité een nieuw monument opgericht. Het monument Steenstrate, dat vijf meter hoog is en werd gebouwd met brokstukken van de vernielde Duitse stellingen, is van de hand van de broers Karel en Jan De Brandt. Sinds 2003 is het monument Steenstrate de verzamelplaats van de jaarlijkse IJzerwake.
De oorspronkelijke zerk ging bij het opblazen van de IJzertoren in 1946 verloren.
Op 29 oktober 1919 werd het graf opengelegd met de bedoeling de gesneuvelden te repatriëren. Men trof slechts enkele stoffelijke resten aan die niet meer te identificeren waren, waarop men besloot deze te laten rusten en men het graf weer dichtmaakte. In 1924 werd op bevel van de militaire overheid het graf nogmaals opengemaakt. De resten van de twee broers en van Fiévez werden in één kist gelegd en bijgezet op de Belgische militaire begraafplaats in Westvleteren. Op 13 augustus 1932 werden de stoffelijke resten van de drie gesneuvelden weer ontgraven, en een week later op de 13de IJzerbedevaart overgebracht naar de crypte van de IJzertoren samen met zes andere gesneuvelden die een symbool waren geworden.

## Eerbetoon
- In 1932 werden namen van gesneuvelde militairen van de Eerste Wereldoorlog aan enkele gebouwen in de Brugse Majoor Weylerkazerne gegeven. Het aldaar voormalig kloostergebouw kreeg er toen de benaming van de Gebroeders Van Raemdonck.
- De broeders Van Raemdonck werden ook officieel vereeuwigd bij de inhuldiging van het derde beeld van Karel Aubroeck aan de voet van (oorspronkelijke) IJzertoren tijdens de IJzerbedevaart van 20 augustus 1933 in Diksmuide. Het beeldhouwwerk maakt deel uit van vier monumentale openluchtbeelden die samen het 'Vlaamse IJzerleed' symboliseren. Het werk bestaat uit een mozaïek van keien gegoten op een laag van gewapend beton.[3] Na het dynamiteren van de IJzertoren in 1946 werd het beeld verplaatst naar de hoek van de Paxpoort voor de nieuwe IJzertoren.
- Eveneens ter nagedachtenis van de gebroeders Van Raemdonck werd in augustus 1953 in het 'Vlaams Huis Steenstrate' in Sint-Niklaas de De Gebroeders Van Raemdonckkring opgericht.[4] Elders in Vlaanderen werden heel wat straten naar hen genoemd. In Calonne, deelgemeente van de Waalse stad Antoing en geboorteplaats van Amé Fiévez, is er een Square Amé Fiévez et Frères Van Raemdonck.
- In Kortrijk ligt het Gebroeders Van Raemdonckpark, dat naar hen werd vernoemd.
- In hun geboorteplaats Temse, in Edegem, Rumbeke, Merksem en Nijlen is een Gebroeders Van Raemdonckstraat naar hen vernoemd.